# 2010 no Brasil
A lista a seguir relaciona eventos ocorridos no Brasil durante o ano do calendário gregoriano de 2010.

## Incumbentes
- Presidente: Luiz Inácio Lula da Silva (2003 - 2011)
- Vice-Presidente: José Alencar Gomes da Silva (2003 - 2011)

## 2010
- Ano Nacional de Joaquim Nabuco no Brasil.

### Janeiro
- 1 de janeiro
  - Entra em vigor o novo salário mínimo, que passava a ser de R$ 510,00.
  - Estreia do filme Lula, o Filho do Brasil, cinebiografia do presidente Luiz Inácio Lula da Silva.
  - Entra em vigor os novos reajustes da tarifa de postais no Brasil.
- 7 de janeiro: Em coletiva de imprensa, o presidente Lula e mais de 20 ministros anunciam a cartilha de direitos humanos, que prevê temas polêmicos: na imprensa, campo, militar, entre outros, que provoca duras críticas em vários setores da sociedade civil nos dias seguintes.
- 25 de janeiro - Entra em vigor, a nova "Lei do Inquilinato", aprovada pelo Congresso Nacional em 2009.

### Fevereiro
- 11 de fevereiro - José Roberto Arruda, governador do Distrito Federal é preso pela Policia Federal acusado de corrupção.
- 17 de fevereiro - O GRES Unidos da Tijuca vence o desfile de carnaval carioca com o enredo "É Segredo", do carnavalesco Paulo Barros.

### Abril
- 1 de abril - Abertura do trecho sul do Rodoanel Metropolitano de São Paulo, tornando possível a ligação rodoviária entre o interior e sul do país ao Porto de Santos.
- 12 de abril - Início do XII Congresso das Nações Unidas sobre Prevenção ao Crime e Justiça Criminal promovido pelo Escritório das Nações Unidas sobre Drogas e Crime em Salvador.[1]
- Início das operações comerciais da Linha 4 do metrô de São Paulo.

### Maio
- 13 a 16 de Maio - Realização do XVI Congresso Eucarístico Nacional em Brasília.
- 40 anos do gibi Mônica, de Maurício de Sousa.

### Junho
- 4 de junho: É ratificada a Lei Complementar nº. 135/2010, conhecida como "Lei da Ficha Limpa", que tornava inelegível por 8 anos um candidato cassado pela Justiça Eleitoral.
- 7 de junho - A construtora TWS anuncia a construção da Tour Geneve, com 51 pavimentos. Será o primeiro arranha-céu do Brasil a ter mais de 50 pavimentos desde a construção do Mirante do Vale em 1960.[2]
- 8 de junho - Concerto didático da Orquestra Sinfônica do Estado de São Paulo (OSESP) na Sala São Paulo.

### Julho
- 27 de julho - O presidente Lula sanciona o Estatuto do Torcedor, que prevê penas contra tocidas (organizadas ou não), cambistas, árbitros que prejudiquem as partidas e torna a obrigação de câmeras para estádios de mais de 10 mil lugares.

### Agosto
- 1 de agosto - Início do Censo 2010 pelo IBGE, encerrado em outubro.
- 17 de agosto - Início da propaganda eleitoral gratuita no rádio e TV.
  - É inaugurada a Estação Vila Prudente da Linha 2 - Verde como operação assistida de segunda a sexta das 9h30min às 16h00min.

### Setembro
- 1 de setembro - Centenário do Sport Club Corinthians Paulista.

### Outubro
- 3 de outubro - Eleições gerais para presidente, governador, senador, deputado estadual, deputado federal, deputado distrital (somente para o Distrito Federal) e deputado do parlamento do Mercosul.
- 24 de outubro - 50 anos do personagem Cebolinha, de Maurício de Sousa
- 31 de outubro - 2º turno das eleições gerais.
  - Fim do Censo 2010.
  - Dilma Vana Rousseff é eleita Presidente do Brasil

### Novembro
- 21 de novembro - Tem início uma onda de atos de violência organizada na Região Metropolitana do Rio de Janeiro. Vários carros e ônibus foram incendiados e muitas pessoas morreram.
- 29 de novembro
  - O IBGE divulga os primeiros dados definitivos do Censo Demográfico de 2010, apontando a população brasileira em 190.732.694 habitantes.
  - Fim da onda de atos de violência organizada na Região Metropolitana do Rio de Janeiro. Vários carros e ônibus foram incendiados e muitas pessoas morreram.

### Dezembro
- 5 de dezembro - Fluminense conquista pela 3ª vez o Campeonato Brasileiro de Futebol

## Eventos esperados
- Inauguração da Linha 1A do Metrô do Rio de Janeiro
- Entram em domínio público em Portugal e no Brasil as obras de: Sigmund Freud, Alberto de Oliveira, William Butler Yeats, José Petitinga, Harvey Spencer Lewis.

## Mortes
- 2 de janeiro: José Maria Monteiro, ator e diretor (n. 1923).
- 3 de janeiro: Roberto Roney, comediante (n. 1939).
- 4 de janeiro: Erasmo Dias, militar e político (n. 1924).
- 12 de janeiro:
  - Zilda Arns, médica e sanitarista (n. 1934).
  - Luiz Carlos da Costa, diplomata (n. 1949).
  - Toninho Negreiro, jornalista (n. 1959).
- 17 de janeiro:
  - Francisco Sarno, futebolista e treinador de futebol (n. 1924).